# Fronton de l'Apothéose d'Héraclès
Le fronton de l'Apothéose d'Héraclès est un fronton archaïque de petite taille en calcaire fin, figurant la réception d'Héraclès par Zeus et Héra, déification posthume du héros sur le mont Olympe.
Haut de 98 cm, il est constitué d'éléments brisés découverts à Athènes en 1888 dans le « dépôt des Perses », à l'est du Parthénon. Ce fronton peut appartenir au premier temple, dit « Hécatompédon », ou à un autre bâtiment annexe.
Il est conservé au musée de l'Acropole, à Athènes.

## Découverte et interprétation
Le fronton a été découvert brisé en une multitude de fragments en 1888, à l'est et au sud-est du Parthénon. Il a été réassemblé par l'archéologue Rudolf Heberdey, qui dirigeait l'antenne de l'Institut Archéologique Autrichien (ÖAI) à Athènes.
Il s'agit d'une œuvre d'un atelier attique de l'époque archaïque, où apparaît le souci de l'artiste pour les détails décoratifs, rendus par le relief, la gravure, le dessin et la coloration.
La scène représente Zeus, Héra et Héraclès gravissant le mont Olympe après avoir achevé ses travaux, accompagné d'Iris, messagère des dieux. On pense que le fronton ornait un petit édifice de l'Acropole ou de l'ancien Parthénon, aussi appelé Hécatompédon.

## Description

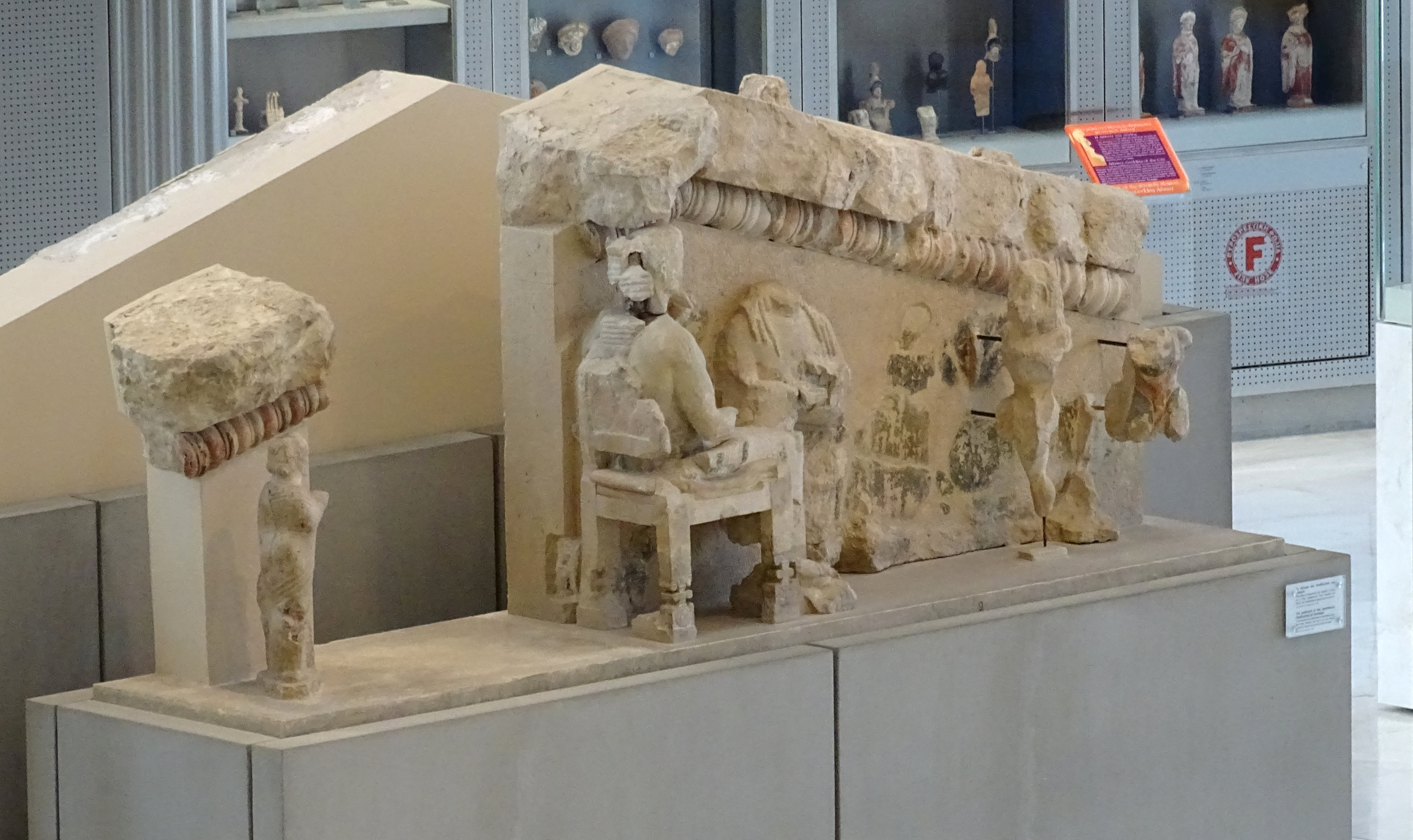
Ensemble du fronton reconstitué.
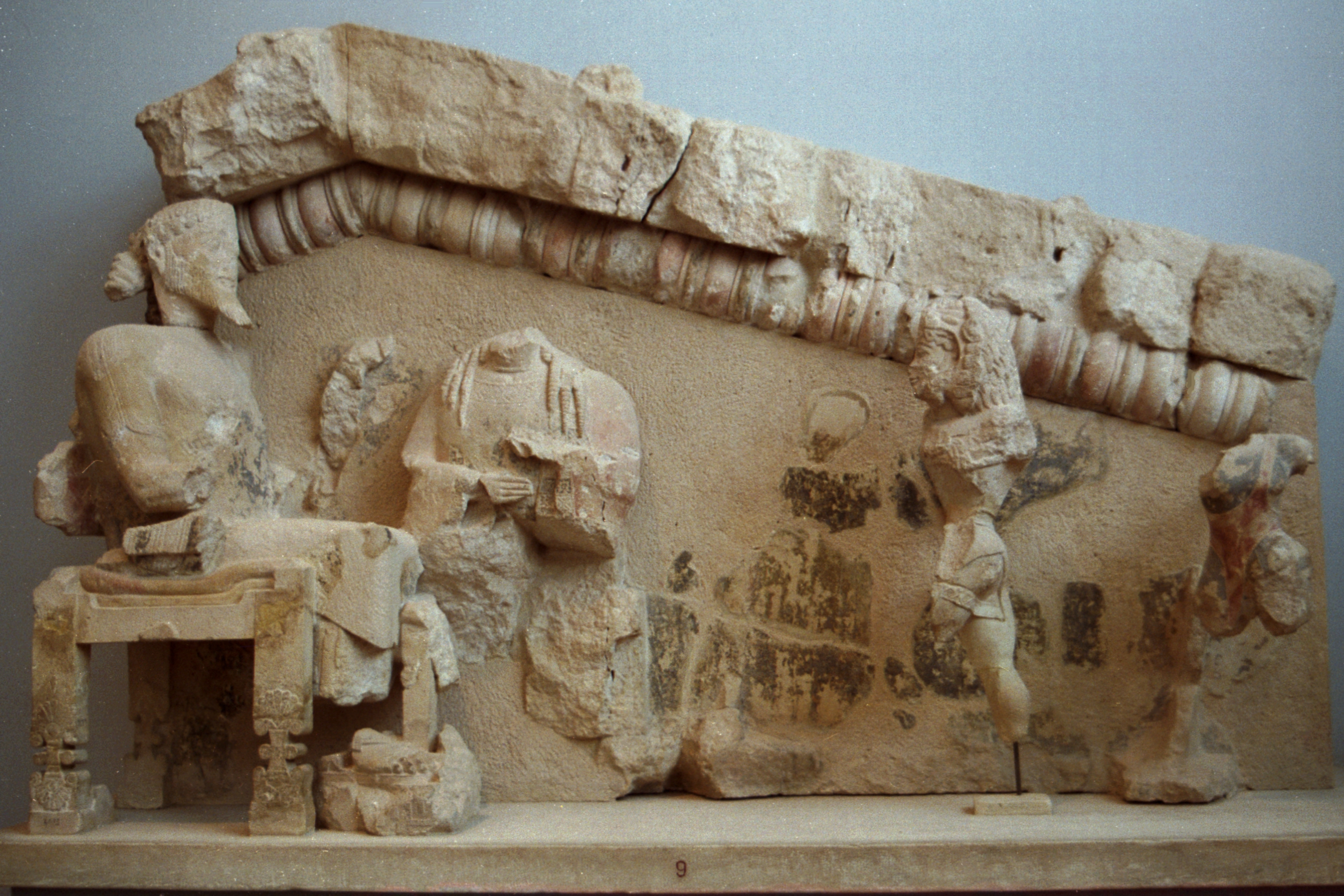
Détail de la scène principale.

Le fronton est constitué de calcaire fin, dit poros (pierre) (en) ou porolithe. Des 6,6 m de la base à l'origine, il ne subsiste que 1,74 m. La partie centrale et environ la moitié de l'aile droite ont été restaurées, tandis que l'aile gauche est manquante.

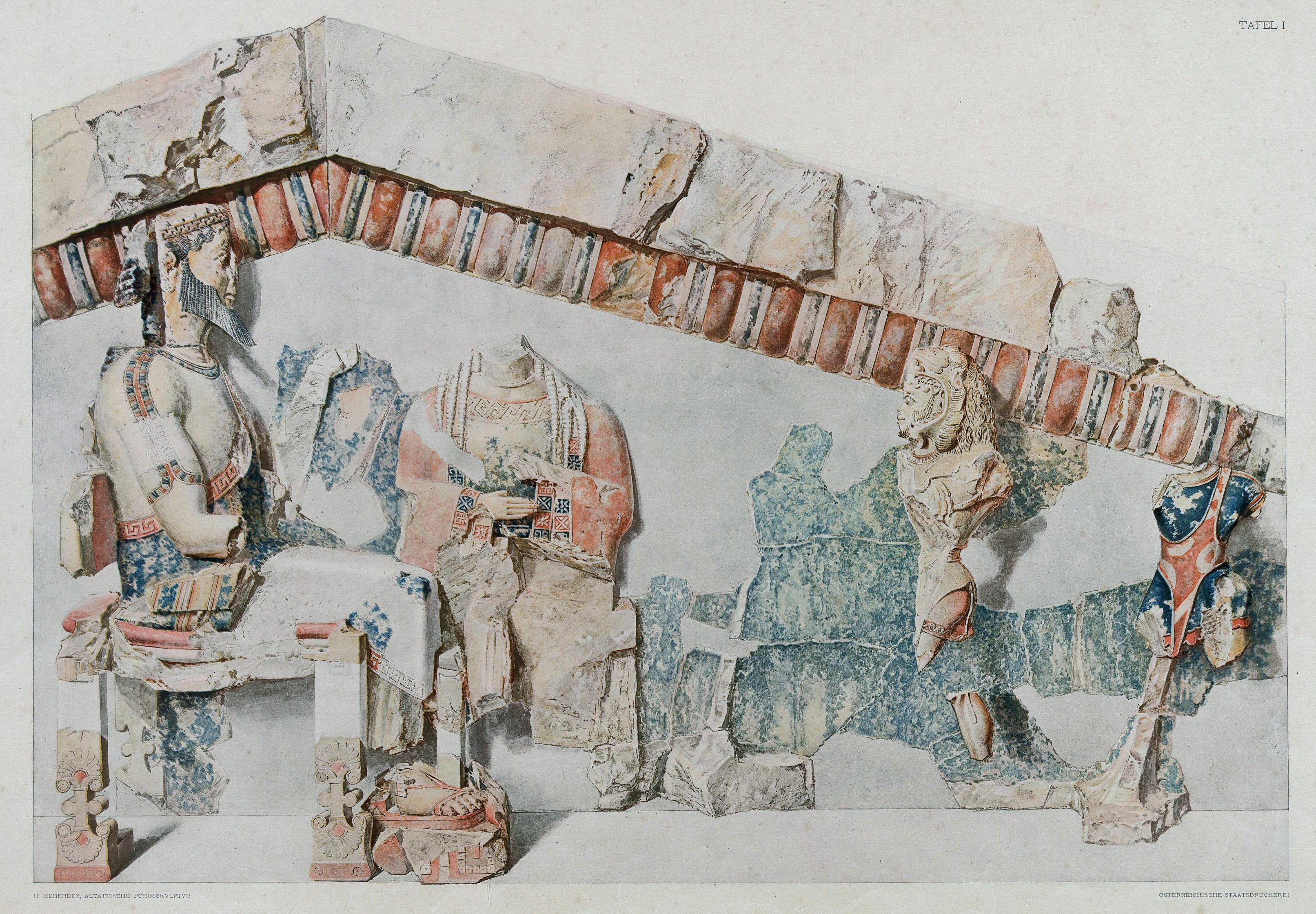
Restitution des couleurs, par Émile Gilliéron.

La partie centrale représente un homme barbu, identifié comme Zeus, assis sur un trône pourvu d'un dossier décoré de losanges gravés rouges et blancs, d'un coussin rouge et d'un repose-pieds. Tourné vers la droite, il porte sur la tête un diadème orné de méandres et de feuilles. Il manque des éléments de la chevelure, de la main gauche, du bras droit à partir du coude, de la jambe gauche, ainsi que des parties du bas du corps. Le trône est également incomplet. Ses cheveux sont ondulés devant et séparés par de fines bandes, tandis qu'en arrière, ils se terminent en longues tresses épaisses jusqu'aux épaules. Il est vêtu d'un chitôn rayé de rouge et bleu à manches courtes et d'un himation bleu bordé d'un méandre rouge qui couvre la main droite et le trône. Il porte des sandales rouges et tient dans sa main un sceptre ou un foudre, et peut-être un aigle.
À sa droite se trouve une figure féminine assise, identifiée comme Héra. La tête, la majeure partie du bras gauche, le coude droit et le bas du corps, à l'exception d'une partie du pied droit, sont manquants. Elle est vêtue d'une tunique bleue, ornée d'un méandre au niveau du cou, et d'un himation rouge bordé de rosaces carrées, avec des traces de peinture rouges et bleues. 
Un homme, identifié comme Héraclès, vêtu d'une tunique courte avec des traces de peinture rouge et arborant une peau de lion (cf. Lion du Cithéron), s'avance, pied gauche en avant.
Devant lui, quelques fragments et une silhouette à peine décelable sont probablement ce qui reste d'une figure d'Athéna, protectrice d'Héraclès.
Le héros est suivi d'un personnage dont la tête et les membres sont manquants, identifié parfois comme Hermès, plus généralement comme Iris, messagère de dieux, portant une tunique bleue et une nébride (peau de bête) rouge.
De l'autre côté, à l'extrémité gauche du fronton, un homme barbu de moindres dimensions se tient debout, vêtu d'une tunique et d'un himation ornés sur le dos d'un méandre bleu.
La corniche, dont certains érudits doutent de l'appartenance au monument, est agrémentée d'un astragale de perles aplaties et jointives, peintes en bleu et rouge.
| Objet  | Description | Origine et datation                 |
| ------ | --- | ----------------------------------- |
| 9 - 55 | Apothéose d'Héraclès Fronton archaïque de petite taille, figurant la réception d'Héraclès par Zeus et Héra sur l'Olympe. Éléments brisés d'un fronton archaïque, découverts en 1888 à l'est du Parthénon. Ce fronton peut appartenir au premier temple dit « Hécatompédon » ou à un autre bâtiment annexe. Hauteur : 94 cm | Acropole d'Athènes Vers -570 / -550 |

## Sources et références
1. 1 2 3 4 5 6 7 8  Le fronton de l'Apothéose d'Héraclès. Musée de l'Acropole.
2. ↑  in: Rudolf Heberdey, Altattische Porosskulptur: Ein Betrag zur Geschichte der archaischen griechischen Kunst, planche I, Vienne, 1919.